# Charakter (Mathematik)
Im mathematischen Teilgebiet der Darstellungstheorie von Gruppen sind Charaktere gewisse Abbildungen von der Gruppe in einen Körper, in der Regel in den Körper der komplexen Zahlen.

## Charaktere als Gruppenhomomorphismen

### Abstrakte und topologische Gruppen
Es sei {\displaystyle G} eine Gruppe oder eine topologische Gruppe. Ein Charakter von {\displaystyle G} ist ein Gruppenhomomorphismus
{\displaystyle G\to \mathbb {C} ^{\times }}
in die multiplikative Gruppe der komplexen Zahlen; bei topologischen Gruppen wird noch Stetigkeit des Charakters gefordert. Ein unitärer Charakter ist ein Charakter, dessen Bilder auf dem Einheitskreis {\displaystyle S^{1}=\{z\in \mathbb {C} \mid |z|=1\}} in der komplexen Zahlenebene liegen, d. h., der ein Homomorphismus in die Kreisgruppe ist (diese Zahlen entsprechen gerade den unitären Abbildungen der komplexen Zahlen in sich selbst). Ein unitärer Charakter, dessen Bilder sogar reell sind, also in {\displaystyle \lbrace -1,+1\rbrace } liegen, wird als quadratischer Charakter bezeichnet. Charaktere, die konstant sind, deren Bilder also immer 1 sind, heißen trivial, alle anderen nichttrivial.
Die nichttrivialen quadratischen Charaktere der multiplikativen Gruppe eines Schiefkörpers spielen in der synthetischen Geometrie eine Schlüsselrolle bei der Einführung einer schwachen Anordnung auf der affinen Ebene über diesem Schiefkörper.
Hinweis: Häufig werden allgemeine Charaktere als Quasi-Charaktere und unitäre Charaktere als Charaktere (ohne Zusatz) bezeichnet.

### Eigenschaften
- Die Charaktere von {\displaystyle G} bilden mit der durch

{\displaystyle (\chi \cdot \psi )(g)=\chi (g)\cdot \psi (g)}
erklärten Gruppenverknüpfung eine abelsche Gruppe, die Charakterengruppe.
- Pontrjagin-Dualität: Für lokalkompakte abelsche Gruppen ist die Gruppe der unitären Charaktere mit der kompakt-offenen Topologie wiederum eine lokalkompakte Gruppe; sie wird auch duale Gruppe {\displaystyle {\widehat {G}}} genannt. Die biduale Gruppe {\displaystyle {\widehat {\widehat {G}}}} ist auf natürliche Weise zur Ausgangsgruppe {\displaystyle G} isomorph.[1] Kompakte und diskrete Gruppen stehen zueinander im dualen Verhältnis. So erscheint der elementare Fall endlicher Gruppen als (trivialer) Sonderfall der Pontrjagin-Dualität.

- Die Charaktere von {\displaystyle G} entsprechen den eindimensionalen komplexen Darstellungen von {\displaystyle G}, die unitären Charaktere den unitären eindimensionalen Darstellungen.

- Ein Charakter ist genau dann unitär, wenn {\displaystyle \chi (g^{-1})={\overline {\chi (g)}}} für alle {\displaystyle g\in G} gilt.

- Ist {\displaystyle G} endlich, so ist jeder Charakter unitär.

- Für einen Charakter {\displaystyle \chi } einer endlichen Gruppe {\displaystyle G} gilt:

{\displaystyle \sum _{g\in G}\chi (g)={\begin{cases}\#G&\mathrm {falls} \ \chi =1\\0&\mathrm {sonst} ;\end{cases}}}
Dabei steht 1 für den trivialen Charakter mit {\displaystyle \chi (g)=1} für alle {\displaystyle g\in G}. Eine analoge Aussage gilt für kompakte topologische Gruppen; dabei ist die Summe durch ein Integral nach dem haarschen Maß zu ersetzen.

### Beispiel S3
Auf der symmetrischen Gruppe S3 dritten Grades gibt es genau zwei Gruppenhomomorphismen mit Werten in {\displaystyle \mathbb {C} ^{\times }}, nämlich den trivialen Gruppenhomomorphismus und die Signumfunktion.
Dieses Beispiel zeigt, dass für nichtabelsche Gruppen die hier definierten Charaktere nicht ausreichen, die Gruppe zu rekonstruieren, das heißt, es besteht keine Pontrjagin-Dualität.
Zur Untersuchung nichtabelscher Gruppen verwendet man den unten vorgestellten, allgemeineren Begriff des Charakters einer Darstellung.

### Dirichlet-Charaktere
In der Zahlentheorie versteht man unter einem Dirichlet-Charakter (mod {\displaystyle n}) {\displaystyle \chi } (auch {\displaystyle \chi _{n}} notiert) einen Charakter auf der Gruppe
{\displaystyle (\mathbb {Z} /n\mathbb {Z} )^{\times }=\{k\!\!{\pmod {n}}|\operatorname {ggT} (k,n)=1\}.}
Für einen solchen Charakter definiert man eine ebenfalls als Dirichlet-Charakter bezeichnete Funktion
{\displaystyle \chi \colon \mathbb {Z} \to \mathbb {C} },
so, dass für alle {\displaystyle k,p\in \mathbb {Z} } gilt
1. {\displaystyle \chi (kp)=\chi (k)\chi (p)}.
2. {\displaystyle \chi (k){\begin{cases}\neq 0&{\text{falls}}\quad \operatorname {ggT} (k,n)=1\\=0&\mathrm {falls} \quad \operatorname {ggT} (k,n)>1\end{cases}}}.
3. {\displaystyle \chi (k+n)=\chi (k)}.

### Primitive Charaktere und Führer
Lässt sich ein Dirichlet-Charakter {\displaystyle \chi _{q}} nicht in der Form 
{\displaystyle \chi _{q}=\chi _{p}\chi _{0}}
faktorisieren, wobei {\displaystyle \chi _{0}} sein Hauptcharakter (englisch principal character)  ist und {\displaystyle p<q}, dann nennt man {\displaystyle \chi _{q}} primitiv und {\displaystyle q} sein Führer (englisch conductor).

### Erläuterungen
Dirichlet-Charaktere spielen eine wichtige Rolle beim Beweis des Dirichletschen Satzes über die Existenz unendlich vieler Primzahlen in arithmetischen Progressionen. Dabei betrachtet man sogenannte L-Reihen, das sind Dirichletreihen mit einem Dirichlet-Charakter als Koeffizienten.
Da für endliche abelsche Gruppen die Charaktergruppe isomorph zur Ausgangsgruppe ist, gibt es {\displaystyle \varphi (n)} verschiedene Charaktere auf der Gruppe {\displaystyle (\mathbb {Z} /n\mathbb {Z} )^{\times }}, dabei ist {\displaystyle \varphi (n)} die Eulersche Phi-Funktion.
Für {\displaystyle n=5} ist beispielsweise {\displaystyle \varphi (5)=4}, d. h., es gibt neben dem Haupt- oder trivialen Charakter {\displaystyle \chi _{1}} noch drei weitere Charaktere:
| k                            | 1 | 2  | 3  | 4  |
| ---------------------------- | - | -- | -- | -- |
| {\displaystyle \chi _{1}(k)} | 1 | 1  | 1  | 1  |
| {\displaystyle \chi _{2}(k)} | 1 | −1 | −1 | 1  |
| {\displaystyle \chi _{3}(k)} | 1 | i  | -i | −1 |
| {\displaystyle \chi _{4}(k)} | 1 | -i | i  | −1 |

Für einen Dirichlet-Charakter {\displaystyle \chi } gilt:
{\displaystyle \sum _{k\ (mod\ n)}\chi (k)={\begin{cases}\varphi (n)&{\text{falls }}\chi =\chi _{1}\\0&{\text{sonst}}\end{cases}}}
Für ein festes {\displaystyle k\in \mathbb {Z} } gilt
{\displaystyle \sum _{\chi }\chi (k)={\begin{cases}\varphi (n)&{\text{falls }}k\equiv 1{\pmod {n}}\\0&\mathrm {sonst} \end{cases}},}
wobei die Summe über alle Charaktere {\displaystyle \chi {\pmod {n}}} genommen wird.
Ein Dirichlet-Charakter ist eine vollständig multiplikative zahlentheoretische Funktion.

### Algebraische Gruppen
Ist {\displaystyle G} eine algebraische Gruppe, so ist ein Charakter von {\displaystyle G} ein Homomorphismus {\displaystyle G\to \mathbb {G} _{\mathrm {m} }}; dabei ist {\displaystyle \mathbb {G} _{\mathrm {m} }} die multiplikative Gruppe. Die Charaktere von {\displaystyle G} bilden eine (abstrakte) abelsche Gruppe, die mit {\displaystyle X(G)} oder {\displaystyle X^{*}(G)} bezeichnet wird.

## Charaktere von Darstellungen

### Definition
Der folgende Begriff eines Charakters stammt aus der Darstellungstheorie von Gruppen und ist eine Erweiterung des oben definierten Charakterbegriffes.
Ist {\displaystyle G} eine Gruppe, {\displaystyle K} ein Körper und {\displaystyle \rho } eine endlichdimensionale {\displaystyle K}-lineare Darstellung von {\displaystyle G}, so heißt die Abbildung
{\displaystyle \chi \colon G\to K,\quad g\mapsto \operatorname {tr} \rho (g),}
die einem Gruppenelement {\displaystyle g} die Spur des entsprechenden {\displaystyle K}-linearen Automorphismus {\displaystyle \rho (g)} zuordnet, der Charakter von {\displaystyle \rho }. Im eindimensionalen Fall sind Darstellung und Charakter praktisch identisch und es handelt sich um einen Charakter von {\displaystyle G} im oben definierten Sinne. Im mehrdimensionalen Fall ist {\displaystyle \chi } jedoch in der Regel nicht multiplikativ. Ist {\displaystyle G} endlich und {\displaystyle K} algebraisch abgeschlossen von Charakteristik 0, so lässt sich die Theorie genau dann vollständig auf den eindimensionalen Fall reduzieren, wenn {\displaystyle G} abelsch ist.

### Irreduzible Charaktere
Die Charaktere von irreduziblen Darstellungen nennt man ebenfalls irreduzibel.
Die eindimensionalen Darstellungen sind genau die oben betrachteten Gruppenhomomorphismen, die wegen der Eindimensionalität mit ihren Charakteren übereinstimmen.
Für Darstellungen endlicher Gruppen und wenn die Charakteristik des Körpers kein Teiler der Gruppenordnung ist, was insbesondere bei Charakteristik 0, also bei Körpern wie {\displaystyle \mathbb {Q} ,\,\mathbb {R} } oder {\displaystyle \mathbb {C} }, stets erfüllt ist, sind alle Darstellungen nach dem Satz von Maschke Summen irreduzibler Darstellungen. Weil die Spur bzgl. der Bildung der direkten Summe additiv ist, sind alle Charaktere dann Summen irreduzibler Charaktere. Siehe Darstellungstheorie endlicher Gruppen.

### Eigenschaften
- Äquivalente Darstellungen haben denselben Charakter. Die Umkehrung – sind zwei Charaktere identisch, so sind auch schon die zugehörigen Darstellungen äquivalent – gilt nicht immer, aber zum Beispiel stets, wenn die Charakteristik des Körpers 0 und die Darstellung irreduzibel ist.

- Ist {\displaystyle K} der Körper der komplexen Zahlen und {\displaystyle G} endlich, so sind die Werte der Charaktere stets endliche Summen von Einheitswurzeln, insbesondere algebraische Zahlen, und es gilt wiederum {\displaystyle \chi (g^{-1})={\overline {\chi (g)}}}.

- Charaktere sind konstant auf Konjugationsklassen. Eine tabellarische Aufstellung der Werte der Charaktere der irreduziblen Darstellungen einer endlichen Gruppe auf den einzelnen Konjugationsklassen nennt man Charaktertafel. Eine praktische Eigenschaft zum Auffinden von irreduziblen Darstellungen sind die schurschen Orthogonalitätsrelationen für Charaktere.

- Jeder Charakter bildet das neutrale Element auf die Dimension des Darstellungsraums ab, denn das neutrale Element wird in einer Matrixdarstellung auf die Einheitsmatrix abgebildet und diese hat als Spur die Summe der Diagonalelemente, das ist die Dimension des Darstellungsraums.

- Für den Charakter {\displaystyle \chi } einer beliebigen Darstellung gilt:
  - {\displaystyle \chi (tst^{-1})=\chi (s),\,\,\forall \,s,t\in G.}
  - {\displaystyle \chi (s)} ist die Summe der Eigenwerte von {\displaystyle \rho (s)} mit Vielfachheit.

- Sei {\displaystyle \chi } der Charakter einer unitären Darstellung {\displaystyle \rho } der Dimension {\displaystyle n.} Dann gilt:
  - {\displaystyle \chi (s^{-1})={\overline {\chi (s)}},\,\,\,\forall \,s\in G.}
  - Für {\displaystyle s\in G} der Ordnung {\displaystyle m} gilt:
    - {\displaystyle \chi (s)} ist die Summe von {\displaystyle n} {\displaystyle m}-ten Einheitswurzeln.
    - {\displaystyle |\chi (s)|\leq m.}
    - {\displaystyle \{s\in G|\chi (s)=m\}} ist ein Normalteiler in {\displaystyle G.}

- Seien {\displaystyle \rho _{1}\colon G\to {\text{GL}}(V_{\rho _{1}}),\rho _{2}\colon G\to {\text{GL}}(V_{\rho _{2}})} zwei lineare Darstellungen von {\displaystyle G} und seien {\displaystyle \chi _{1},\chi _{2}} die zugehörigen Charaktere. Dann gilt:
  - Der Charakter {\displaystyle \chi _{1}^{*}} der dualen Darstellung {\displaystyle \rho _{1}^{*}} von {\displaystyle \rho _{1}} ist gegeben durch {\displaystyle \chi _{1}^{*}={\overline {\chi _{1}}}.}
  - Der Charakter {\displaystyle \chi } der direkten Summe {\displaystyle V_{\rho _{1}}\oplus V_{\rho _{2}}} entspricht {\displaystyle \chi _{1}+\chi _{2}.}
  - Der Charakter {\displaystyle \chi } des Tensorproduktes {\displaystyle V_{\rho _{1}}\otimes V_{\rho _{2}}} entspricht {\displaystyle \chi _{1}\cdot \chi _{2}.}
  - Der Charakter {\displaystyle \chi } der zu {\displaystyle {\text{Hom}}(V_{\rho _{1}},V_{\rho _{2}})} gehörigen Darstellung ist {\displaystyle {\overline {\chi _{1}}}\cdot \chi _{2}.}

- Sei {\displaystyle \chi _{1}} der Charakter zu {\displaystyle \rho _{1}\colon G_{1}\to {\text{GL}}(W_{\rho _{1}}),} {\displaystyle \chi _{2}} der Charakter zu {\displaystyle \rho _{2}\colon G_{2}\to {\text{GL}}(W_{\rho _{2}}),} dann ist der Charakter {\displaystyle \chi } von {\displaystyle \rho _{1}\otimes \rho _{2}} gegeben durch {\displaystyle \chi (s_{1},s_{2})=\chi _{1}(s_{1})\cdot \chi _{2}(s_{2}).}

- Sei {\displaystyle \rho \colon G\to {\text{GL}}(V)} eine lineare Darstellung von {\displaystyle G} und sei {\displaystyle \chi } der zugehörige Charakter. Sei {\displaystyle \chi _{\sigma }^{(2)}} der Charakter des symmetrischen Quadrates und sei {\displaystyle \chi _{\alpha }^{(2)}} der Charakter des Alternierenden Quadrates. Für jedes {\displaystyle s\in G} gilt:

{\displaystyle {\begin{aligned}\chi _{\sigma }^{(2)}(s)&={\frac {1}{2}}(\chi (s)^{2}+\chi (s^{2}))\\\chi _{\alpha }^{(2)}(s)&={\frac {1}{2}}(\chi (s)^{2}-\chi (s^{2}))\\\chi ^{2}&=\chi _{\sigma }^{(2)}+\chi _{\alpha }^{(2)}\end{aligned}}}

### Beispiele
Der Charakter einer {\displaystyle 1}-dimensionalen Darstellung {\displaystyle \rho } ist {\displaystyle \chi =\rho .}
Für die Permutationsdarstellung {\displaystyle V} von {\displaystyle G} assoziiert zur Linksoperation von {\displaystyle G} auf einer endlichen Menge {\displaystyle X} ist {\displaystyle \chi _{V}(s)=|\{x\in X:s.x=x\}|.}
Neben den bereits oben genannten zwei Gruppenhomomorphismen gibt es einen weiteren irreduziblen Charakter der Gruppe S3. Dieser kommt von der zweidimensionalen irreduziblen Darstellung dieser Gruppe her. Er bildet das neutrale Element auf 2 ab, die Dimension des Darstellungsraums, die drei Elemente der Ordnung 2 werden auf 0 abgebildet und die beiden nichttrivialen Drehungen auf {\displaystyle \textstyle e^{2\pi i/3}+e^{-2\pi i/3}=2\,\cos(2\pi /3)}.
Ein weiteres Beispiel ist der Charakter {\displaystyle \chi _{R}} der regulären Darstellung {\displaystyle R.}
Er ist gegeben durch
{\displaystyle \chi _{R}(s)={\begin{cases}0\,\,\,\,\,\,\,\,\,\,\,\,&{\text{falls  }}\,\,s\neq e\\|G|\,\,\,\,\,\,&{\text{falls }}\,\,s=e\end{cases}}.}
Hier ist es sinnvoll nur von der regulären Darstellung zu sprechen und links- und rechtsregulär nicht zu unterscheiden, da sie isomorph zueinander sind, und somit den gleichen Charakter besitzen.
Als letztes Beispiel betrachten wir {\displaystyle G=\mathbb {Z} /2\mathbb {Z} \times \mathbb {Z} /2\mathbb {Z} .} Sei {\displaystyle \rho \colon G\to {\text{GL}}_{2}(\mathbb {C} )} definiert durch:
{\displaystyle \rho ({\overline {0}},{\overline {0}})=\left({\begin{array}{cc}1&0\\0&1\end{array}}\right),\,\,\rho ({\overline {1}},{\overline {0}})=\left({\begin{array}{cc}-1&0\\0&-1\end{array}}\right),\,\,\rho ({\overline {0}},{\overline {1}})=\left({\begin{array}{cc}0&1\\1&0\end{array}}\right),\,\,{\text{und }}\rho ({\overline {1}},{\overline {1}})=\left({\begin{array}{cc}0&-1\\-1&0\end{array}}\right).}
Dann ist der Charakter {\displaystyle \chi _{\rho }} gegeben durch {\displaystyle \chi _{\rho }({\overline {0}},{\overline {0}})=2,\,\,\chi _{\rho }({\overline {1}},{\overline {0}})=-2,\,\,\chi _{\rho }({\overline {0}},{\overline {1}})=\chi _{\rho }({\overline {1}},{\overline {1}})=0.}

Wie man an diesem Beispiel sieht, ist der Charakter im Allgemeinen kein Gruppenhomomorphismus.

### Skalarprodukt und Charaktere

#### Klassenfunktionen
Um einige interessante Resultate über Charaktere zu beweisen, lohnt es sich, eine etwas allgemeinere Menge an Funktionen auf einer Gruppe zu betrachten:
Die Klassenfunktionen:

Eine Funktion auf {\displaystyle G,} die {\displaystyle \varphi (tst^{-1})=\varphi (s),\,\,\forall \,s,t\in G} erfüllt, heißt Klassenfunktion.
Die Menge aller Klassenfunktionen {\displaystyle \mathbb {C} _{\text{class}}(G)=\{\varphi \colon G\to \mathbb {C} \,|\,\varphi (sts^{-1})=\varphi (t)\,\,\forall s,t\in G\}} ist eine {\displaystyle \mathbb {C} }-Algebra, deren Dimension der Anzahl an Konjugationsklassen von {\displaystyle G} entspricht.
Satz
Seien {\displaystyle \chi _{1},\dotsc ,\chi _{k}} die verschiedenen irreduziblen Charaktere von {\displaystyle G.}
Eine Klassenfunktion auf {\displaystyle G} ist genau dann ein Charakter von {\displaystyle G,} wenn sie als Linearkombination der {\displaystyle \chi _{j}} mit nicht-negativen ganzzahligen Koeffizienten dargestellt werden kann.
Beweis
Sei {\displaystyle \varphi \in \mathbb {C} _{\text{class}}(G),} so dass {\displaystyle \textstyle \varphi =\sum _{j}c_{j}\chi _{j}} mit {\displaystyle c_{j}\in \mathbb {N} _{0}} für alle {\displaystyle j.} Dann ist {\displaystyle \varphi } der Charakter zu der direkten Summe {\displaystyle \textstyle \sum _{j}c_{j}\tau _{j}} der Darstellungen {\displaystyle \tau _{j}}, die zu den {\displaystyle \chi _{j}} gehören. Umgekehrt lässt sich ein Charakter stets als Summe irreduzibler Charaktere schreiben.{\displaystyle \Box }

#### Skalarprodukt
Beweise für die folgenden Resultate aus diesem Abschnitt finden sich in
Wir benötigen dazu allerdings zuerst noch einige Definitionen:
Auf der Menge aller komplexwertigen Funktionen {\displaystyle L^{1}(G)} auf einer endlichen Gruppe {\displaystyle G} kann man ein Skalarprodukt definieren:
{\displaystyle (f|h)_{G}={\frac {1}{|G|}}\sum _{t\in G}f(t){\overline {h(t)}}.}
Außerdem kann man auf {\displaystyle L^{1}(G)} eine symmetrische Bilinearform definieren:
{\displaystyle \langle f,h\rangle _{G}={\frac {1}{|G|}}\sum _{t\in G}f(t)h(t^{-1}).}
Auf den Charakteren stimmen beide Formen überein.
Der Index {\displaystyle G} bei beiden Formen {\displaystyle (\cdot |\cdot )_{G}} und {\displaystyle \langle \cdot ,\cdot \rangle _{G}} kann weggelassen werden, falls bezüglich der zugrunde liegenden Gruppe keine Verwechslungsgefahr besteht.
Für zwei {\displaystyle \mathbb {C} [G]}-Moduln {\displaystyle V_{1},V_{2}} definieren wir {\displaystyle \langle V_{1},V_{2}\rangle _{G}:={\text{dim}}({\text{Hom}}^{G}(V_{1},V_{2})),} wobei {\displaystyle {\text{Hom}}^{G}(V_{1},V_{2})} der Vektorraum aller {\displaystyle G}-linearen Abbildungen ist. Diese Form ist bilinear bezüglich der direkten Summe.

#### Zerlegung und Irreduzibilität von Charakteren
Diese Bilinearformen ermöglichen es uns im Folgenden, einige wichtige Resultate in Bezug auf die Zerlegung und Irreduzibilität von Darstellungen zu erhalten.
Satz
Sind {\displaystyle \chi ,\chi '} die Charaktere zweier nicht isomorpher irreduzibler Darstellungen {\displaystyle V,V'} einer endlichen Gruppe {\displaystyle G}, so gilt
- {\displaystyle (\chi |\chi ')=0.}
- {\displaystyle (\chi |\chi )=1,} d. h., {\displaystyle \chi } hat „Norm“ {\displaystyle 1.}

Korollar
Seien {\displaystyle \chi _{1},\chi _{2}} die Charaktere von {\displaystyle V_{1},V_{2}} dann gilt: {\displaystyle \langle \chi _{1},\chi _{2}\rangle _{G}=(\chi _{1}|\chi _{2})_{G}=\langle V_{1},V_{2}\rangle _{G}.}
Dieses Korollar ist eine direkte Folgerung aus obigem Satz, dem Lemma von Schur und der vollständigen Reduzibilität der Darstellungen endlicher Gruppen.
Satz
Sei {\displaystyle V} eine lineare Darstellung von {\displaystyle G} mit Charakter {\displaystyle \xi .} Es gelte {\displaystyle V=W_{1}\oplus \cdots \oplus W_{k},} wobei die {\displaystyle W_{j}} irreduzibel sind. Sei nun {\displaystyle (\tau ,W)} eine irreduzible Darstellung von {\displaystyle G} mit Charakter {\displaystyle \chi }. Dann gilt:

Die Anzahl an Teildarstellungen {\displaystyle W_{j},} die zu {\displaystyle W} äquivalent sind, hängt nicht von der gegebenen Zerlegung ab und entspricht dem Skalarprodukt {\displaystyle (\xi |\chi )}.
D. h., der {\displaystyle \tau }-Isotyp {\displaystyle V(\tau )} von {\displaystyle V} ist unabhängig von der Wahl der Zerlegung und es gilt
{\displaystyle (\xi |\chi )={\frac {{\text{dim}}(V(\tau ))}{{\text{dim}}(\tau )}}=\langle V,W\rangle }
und damit
{\displaystyle {\text{dim}}(V(\tau ))={\text{dim}}(\tau )(\xi |\chi ).}
Korollar
Zwei Darstellungen mit dem gleichen Charakter sind isomorph. D. h., jede Darstellung einer endlichen Gruppe ist durch ihren Charakter festgelegt.
Nun erhalten wir ein sehr praktisches Resultat für die Untersuchung von Darstellungen:
Irreduzibilitätskriterium
Sei {\displaystyle \chi } der Charakter einer Darstellung {\displaystyle V,} dann ist {\displaystyle (\chi |\chi )\in \mathbb {N} _{0}} und es gilt {\displaystyle (\chi |\chi )=1} genau dann, wenn {\displaystyle V} irreduzibel ist.
Zusammen mit dem ersten Satz bilden also die Charaktere irreduzibler Darstellungen von {\displaystyle G} bezüglich dieses Skalarproduktes ein Orthonormalsystem auf {\displaystyle \mathbb {C} _{\text{class}}(G).}
Korollar
Sei {\displaystyle V} ein Vektorraum mit {\displaystyle {\text{dim}}(V)=n.} Jede irreduzible Darstellung {\displaystyle V} von {\displaystyle G} ist {\displaystyle n}-mal in der regulären Darstellung enthalten. D. h., für die reguläre Darstellung {\displaystyle R} von {\displaystyle G} gilt: {\displaystyle \textstyle R\cong \oplus (W_{j})^{\oplus {\text{dim}}(W_{j})},} wobei {\displaystyle \{W_{j}|j\in I\}} die Menge aller irreduziblen Darstellungen von {\displaystyle G} beschreibt, die paarweise nicht isomorph zueinander sind.

In Worten der Gruppenalgebra erhalten wir {\displaystyle \mathbb {C} [G]\cong \oplus _{j}{\text{End}}(W_{j})} als Algebren.
Als numerisches Resultat erhalten wir:
{\displaystyle |G|=\chi _{R}(e)={\text{dim}}(R)=\sum _{j}{\text{dim}}((W_{j})^{\oplus (\chi _{W_{j}}|\chi _{R})})=\sum _{j}(\chi _{W_{j}}|\chi _{R})\cdot {\text{dim}}(W_{j})=\sum _{j}{\text{dim}}(W_{j})^{2},}
wobei {\displaystyle R} die reguläre Darstellung bezeichnet und {\displaystyle \textstyle \chi _{W_{j}}} bzw. {\displaystyle \textstyle \chi _{R}} die zu {\displaystyle \textstyle W_{j}} bzw. {\displaystyle \textstyle R} zugehörigen Charaktere sind. Ergänzend sei erwähnt, dass {\displaystyle e} das neutrale Element der Gruppe bezeichnet.

Diese Formel ist eine notwendige und hinreichende Bedingung für alle irreduziblen Darstellungen einer Gruppe bis auf Isomorphie und liefert eine Möglichkeit zu überprüfen, ob man bis auf Isomorphie alle irreduziblen Darstellungen einer Gruppe gefunden hat.

Ebenso erhalten wir, wieder über den Charakter der regulären Darstellung, aber diesmal für {\displaystyle s\neq e}, die Gleichheit:
{\displaystyle \textstyle 0=\chi _{R}(s)=\sum _{j}{\text{dim}}(W_{j})\cdot \chi _{W_{j}}(s).}
Über die Beschreibung der Darstellungen mit der Faltungsalgebra erhalten wir äquivalente Formulierungen dieser beiden letzten Gleichungen:

Die Fourier Inversionsformel:
{\displaystyle f(s)={\frac {1}{|G|}}\sum _{\rho \,\,{\text{ irred.}}{\text{ Darst.}}{\text{ von }}G}{\text{dim}}(V_{\rho })\cdot {\text{Tr}}(\rho (s^{-1})\cdot {\hat {f}}(\rho )).}
Außerdem kann man die Plancherel-Formel zeigen:
{\displaystyle \sum _{s\in G}f(s^{-1})h(s)={\frac {1}{|G|}}\sum _{\rho \,\,{\text{ irred.}}{\text{ Darst.}}{\text{ von }}G}{\text{dim}}(V_{\rho })\cdot {\text{Tr}}({\hat {f}}(\rho ){\hat {h}}(\rho )).}
In beiden Formeln ist {\displaystyle (\rho ,V_{\rho })} eine lineare Darstellung der Gruppe {\displaystyle G,} {\displaystyle s\in G} und {\displaystyle f,h\in L^{1}(G).}
Das obige Korollar hat noch eine weitere Konsequenz:
Lemma
Sei {\displaystyle G} eine Gruppe. Dann sind äquivalent:
- {\displaystyle G} ist abelsch.
- Jede Funktion auf {\displaystyle G} ist eine Klassenfunktion.
- Alle irreduziblen Darstellungen von {\displaystyle G} haben Grad {\displaystyle 1}.

Zum Schluss erinnern wir noch einmal an die Definition der Klassenfunktionen, um zu erkennen, was für eine besondere Position die Charaktere unter ihnen einnehmen:
Orthonormaleigenschaft
Sei {\displaystyle G} eine endliche Gruppe. Die paarweise nicht isomorphen irreduziblen Charaktere von {\displaystyle G} bilden eine Orthonormalbasis von {\displaystyle \mathbb {C} _{\text{class}}(G)} bezüglich des am Anfang des Abschnitts definierten Skalarprodukts.
D. h., für irreduzible Charaktere {\displaystyle \chi } und {\displaystyle \chi '} gilt:
{\displaystyle (\chi |\chi ')={\begin{cases}1\,\,\,\,{\text{falls}}\,\,\chi =\chi '\\0\,\,\,\,{\text{sonst}}\end{cases}}}
Der Beweis beruht auf dem Nachweis, dass es außer der {\displaystyle 0} keine Klassenfunktion gibt, die auf den irreduziblen Charakteren orthogonal ist.
Äquivalent zur Orthonormaleigenschaft gilt:
Die Anzahl aller irreduziblen Darstellungen einer endlichen Gruppe {\displaystyle G} bis auf Isomorphie entspricht genau der Anzahl aller Konjugationsklassen von {\displaystyle G}.
In Worten der Gruppenalgebra bedeutet das, es gibt genauso viele einfache {\displaystyle \mathbb {C} [G]}-Moduln (bis auf Isomorphie) wie Konjugationsklassen von {\displaystyle G}.